# 西格喬斯縣
西格喬斯縣（西班牙語：Sigchos）是厄瓜多爾的縣份，位於該國中部，由科托帕希省負責管轄，始建於1992年7月21日，面積1,267平方公里，2001年人口20,722，人口密度每平方公里16.36人。